# José de Amézola
José de Amézola y Aspizúa (* 9. Januar 1874 in Izarra; † 1922 in Cercedilla) war ein spanischer Pelotaspieler.

## Biografie
José de Amézola stammte aus einer baskischen Familie aus Etxebarria. Er nahm am einzigen Pelotawettbewerb in der Olympischen Geschichte teil. Durch einen Sieg gegen die beiden Franzosen Etchegaray und Maurice Durquetty bei den Olympischen Spielen 1900 in Paris wurde er mit seinem Partner Francisco Villota Olympiasieger.
De Amézola arbeitete bei einer Bank in Bilbao. Später war er Sekretär der Kommission der Provinz Bizkaia.